# Olympische Sommerspiele 1920/Schwimmen
Bei den VII. Olympischen Sommerspielen 1920 in Antwerpen wurden im Schwimmen zehn Wettbewerbe ausgetragen, davon sieben für Männer und drei für Frauen.

## Bilanz

### Medaillenspiegel
| Platz  | Land               | Gold | Silber | Bronze | Gesamt |
| ------ | ------------------ | ---- | ------ | ------ | ------ |
| 1      | Vereinigte Staaten | 8    | 5      | 3      | 16     |
| 2      | Schweden           | 2    | 2      | 1      | 5      |
| 3      | Australien         | –    | 1      | 1      | 2      |
| 3      | Großbritannien     | –    | 1      | 1      | 2      |
| 3      | Kanada             | –    | 1      | 1      | 2      |
| 6      | Finnland           | –    | –      | 2      | 2      |
| 7      | Belgien            | –    | –      | 1      | 1      |
| Gesamt | Gesamt             | 10   | 10     | 10     | 30     |

### Medaillengewinner
Männer
| Disziplin          | Gold                                                                        | Silber                                                            | Bronze                                                              |
| ------------------ | --------------------------------------------------------------------------- | ----------------------------------------------------------------- | ------------------------------------------------------------------- |
| 100 m Freistil     | Duke Kahanamoku (USA)                                                       | Pua Kealoha (USA)                                                 | William Harris (USA)                                                |
| 400 m Freistil     | Norman Ross (USA)                                                           | Ludy Langer (USA)                                                 | George Vernot (CAN)                                                 |
| 1500 m Freistil    | Norman Ross (USA)                                                           | George Vernot (CAN)                                               | Frank Beaurepaire (AUS)                                             |
| 100 m Rücken       | Warren Paoa Kealoha (USA)                                                   | Raymond Kegeris (USA)                                             | Gérard Blitz (BEL)                                                  |
| 200 m Brust        | Håkan Malmrot (SWE)                                                         | Thor Henning (SWE)                                                | Arvo Aaltonen (FIN)                                                 |
| 400 m Brust        | Håkan Malmrot (SWE)                                                         | Thor Henning (SWE)                                                | Arvo Aaltonen (FIN)                                                 |
| 4 × 200 m Freistil | Vereinigte StaatenPerry McGillivray Pua Kealoha Norman Ross Duke Kahanamoku | AustralienHenry Hay William Herald Ivan Stedman Frank Beaurepaire | GroßbritannienLeslie Savage Percy Peter Henry Taylor Harold Annison |

Frauen
| Disziplin          | Gold                                                                                | Silber                                                                       | Bronze                                                   |
| ------------------ | ----------------------------------------------------------------------------------- | ---------------------------------------------------------------------------- | -------------------------------------------------------- |
| 100 m Freistil     | Ethelda Bleibtrey (USA)                                                             | Irene Guest (USA)                                                            | Frances Schroth (USA)                                    |
| 300 m Freistil     | Ethelda Bleibtrey (USA)                                                             | Margaret Woodbridge (USA)                                                    | Frances Schroth (USA)                                    |
| 4 × 100 m Freistil | Vereinigte StaatenMargaret Woodbridge Frances Schroth Irene Guest Ethelda Bleibtrey | GroßbritannienHilda James Constance Jeans Charlotte Radcliffe Grace McKenzie | SchwedenAina Berg Emy Machnow Carin Nilsson Jane Gylling |

## Männer

### 100 m Freistil
| Platz | Land | Athlet          | Zeit            |
| ----- | ---- | --------------- | --------------- |
| 1     | USA  | Duke Kahanamoku | 1:01,4 min (WR) |
| 2     | USA  | Pua Kealoha     | 1:02,2 min      |
| 3     | USA  | William Harris  | 1:03,0 min      |
| 4     | AUS  | William Herald  | 1:03,8 min      |
|       | USA  | Norman Ross     | DSQ             |

### 400 m Freistil
| Platz | Land | Athlet            | Zeit       |
| ----- | ---- | ----------------- | ---------- |
| 1     | USA  | Norman Ross       | 5:26,8 min |
| 2     | USA  | Ludy Langer       | 5:29,0 min |
| 3     | CAN  | George Vernot     | 5:29,6 min |
| 4     | USA  | Fred Kahele       |            |
|       | AUS  | Frank Beaurepaire | DNF        |

### 1500 m Freistil
| Platz | Land | Athlet            | Zeit        |
| ----- | ---- | ----------------- | ----------- |
| 1     | USA  | Norman Ross       | 22:23,2 min |
| 2     | CAN  | George Vernot     | 22:36,4 min |
| 3     | AUS  | Frank Beaurepaire | 23:04,0 min |
| 4     | USA  | Fred Kahele       | 23:59,1 min |
| 5     | USA  | Eugene Bolden     | 24:04,3 min |

### 100 m Rücken
| Platz | Land | Athlet              | Zeit       |
| ----- | ---- | ------------------- | ---------- |
| 1     | USA  | Warren Paoa Kealoha | 1:15,2 min |
| 2     | USA  | Raymond Kegeris     | 1:16,2 min |
| 3     | BEL  | Gérard Blitz        | 1:19,0 min |
| 4     | USA  | Perry McGillivray   | 1:19,4 min |
| 5     | USA  | Harold Kruger       |            |

### 200 m Brust
| Platz | Land | Athlet        | Zeit       |
| ----- | ---- | ------------- | ---------- |
| 1     | SWE  | Håkan Malmrot | 3:04,4 min |
| 2     | SWE  | Thor Henning  | 3:09,2 min |
| 3     | FIN  | Arvo Aaltonen | 3:12,2 min |
| 4     | USA  | Jack Howell   |            |
| 5     | AUS  | Ivan Stedman  |            |
|       | SWE  | Per Cederblom | DNF        |

### 400 m Brust
| Platz | Land | Athlet        | Zeit       |
| ----- | ---- | ------------- | ---------- |
| 1     | SWE  | Håkan Malmrot | 6:31,8 min |
| 2     | SWE  | Thor Henning  | 6:45,2 min |
| 3     | FIN  | Arvo Aaltonen | 6:48,0 min |
| 4     | USA  | Jack Howell   | 6:51,0 min |
| 5     | SWE  | Per Cederblom |            |

### 4 × 200 m Freistil
| Platz | Land | Athleten                                                               | Zeit        |
| ----- | ---- | ---------------------------------------------------------------------- | ----------- |
| 1     | USA  | Perry McGillivray Pua Kealoha Norman Ross Duke Kahanamoku              | 10:04,4 min |
| 2     | AUS  | Henry Hay William Herald Ivan Stedman Frank Beaurepaire                | 10:25,4 min |
| 3     | GBR  | Leslie Savage Percy Peter Henry Taylor Harold Annison                  | 10:37,2 min |
| 4     | SWE  | Robert Andersson, Frans Möller, Orvar Trolle, Arne Borg                | 10:50,2 min |
| 5     | ITA  | Mario Massa, Agostino Frassinetti, Antonio Quarantotto, Giglio Bisagno |             |

## Frauen

### 100 m Freistil
| Platz | Land | Athletin          | Zeit       |
| ----- | ---- | ----------------- | ---------- |
| 1     | USA  | Ethelda Bleibtrey | 1:13,6 min |
| 2     | USA  | Irene Guest       | 1:17,0 min |
| 3     | USA  | Frances Schroth   | 1:17,2 min |
| 4     | GBR  | Constance Jeans   | 1:22,8 min |
| 5     | NZL  | Violet Walrond    |            |
| 6     | SWE  | Jane Gylling      | 1:25,6 min |
|       | USA  | Charlotte Boyle   | DNF        |

### 300 m Freistil
| Platz | Land | Athletin            | Zeit       |
| ----- | ---- | ------------------- | ---------- |
| 1     | USA  | Ethelda Bleibtrey   | 4:34,0 min |
| 2     | USA  | Margaret Woodbridge | 4:42,8 min |
| 3     | USA  | Frances Schroth     | 4:52,0 min |
| 4     | GBR  | Constance Jeans     | 4:52,4 min |
| 5     | USA  | Eleanor Uhl         |            |
| 6     | SWE  | Jane Gylling        | 5:04,8 min |
| 7     | NZL  | Violet Walrond      |            |

### 4 × 100 m Freistil
| Platz | Land | Athletinnen                                                       | Zeit            |
| ----- | ---- | ----------------------------------------------------------------- | --------------- |
| 1     | USA  | Margaret Woodbridge Frances Schroth Irene Guest Ethelda Bleibtrey | 5:11,6 min (WR) |
| 2     | GBR  | Hilda James Constance Jeans Charlotte Radcliffe Grace McKenzie    | 5:40,8 min      |
| 3     | SWE  | Aina Berg Emy Machnow Carin Nilsson Jane Gylling                  | 5:43,6 min      |